# Maximilian Franz Joseph von Berchem
Maximilian Franz Joseph von Berchem (* 14. Mai/18. Mai 1702 in Burghausen; † 18. Dezember 1777 in München) war ein bayerischer Staatsmann. Er war von 1745 bis zu seinem Tod 1777 bayerischer Minister des Äußeren.

## Leben

### Herkunft
Maximilian von Berchem entstammte dem bayerischen, ursprünglich im Rheinland beheimateten, Adelsgeschlecht der von Berchen. Er war Sohn von Josef Cajetan Anton von Berchem, kurbayerischer Regierungsrat, und Maria Magdalena, geborene Freiherrin Cammerlohr von Weichering.

### Frühe Jahre und erste Ämter
Maximilian von Berchem studierte nach dem Besuch der Ritterakademie in Ettal Kameralwissenschaften an der Universität Ingolstadt.
Zunächst in Straubing Rat auf der Ritterbank der Regierung, wurde er 1729 in Burghausen Rentmeister. 1741 wurde er im Österreichischen Erbfolgekrieg Direktor für das Heeresverpflegswesen. 1742 ernannte man Maximilian von Berchem zum Wirklichen Geheimen Rat. 1744 war er für neun Monate österreichischer Gefangener. 

### Minister
Nach dem Tode Kaiser Karls VII. Albrecht wurde Maximilian von Berchem 1745 erster Minister unter Kurfürst Maximilian III. Joseph. Er erreichte eine ähnliche Machtposition wie vor ihm Ignaz von Törring, der leitende Minister Karl Albrechts. Seit 1762 bestand unter Berchem auch ein „Departement der Auswärtigen Staatsgeschäfte“. Berchem war zugleich Generalintendant sämtlicher Hof- und Lustschlösser und anderer kurfürstlicher Gebäude.
Zunächst nahm er es erfolgreich in Angriff, die bayerischen Staatsfinanzen zu sanieren um den drohenden Staatsbankrott abzuwenden. Er setzte dabei auf das Manufakturenwesen. Früchte dieser Politik waren u. a. die Nymphenburger Porzellan- und die dortige Tapisseriemanufaktur. 
Zugleich soll er allerdings nicht gegen die grassierende Korruption in der bayerischen Verwaltung vorgegangen sein.
Sein Tod fiel zeitlich mit dem Maximilians III. Joseph zusammen, womit die bayerische Linie der Wittelsbacher erlosch. Sein Nachfolger wurde Matthäus von Vieregg.
Seit 1759 war er Ehrenmitglied der Bayerischen Akademie der Wissenschaften.